# Paramysis intermedia
Paramysis intermedia är en kräftdjursart som först beskrevs av Voldemar Czerniavsky 1882.  Paramysis intermedia ingår i släktet Paramysis och familjen Mysidae. Arten har ej påträffats i Sverige. Inga underarter finns listade i Catalogue of Life.